# ليزا ليزلي
ليزا ليزلي (Lisa Leslie) هي لاعبة أولمبية لرياضة كرة السلة من الولايات المتحدة. شاركت في الأولمبياد الصيفي في 1996–2008، وفازت بما مجموعه 4 ميداليات.

## الميداليات
| ذهب | فضة | برونز | المجموع |
| 4   | 0   | 0     | 4       |

## روابط خارجية
- ليزا ليزلي على موقع IMDb (الإنجليزية)
- ليزا ليزلي على موقع الموسوعة البريطانية (الإنجليزية)
- ليزا ليزلي على موقع قاعدة بيانات الفيلم (الإنجليزية)
- ليزا ليزلي على موقع الاتحاد الدولي لكرة السلة (الإنجليزية)
- ليزا ليزلي على موقع الاتحاد الوطني لكرة السلة النسائية (الإنجليزية)
- ليزا ليزلي على موقع كرة السلة الأوروبية.كوم (الإنجليزية)
- ليزا ليزلي على موقع كلية كرة السلة في سبورتس رفرنس.كوم (الإنجليزية)
- ليزا ليزلي على موقع ريلجم (الإنجليزية)
- ليزا ليزلي على موقع بروبوليرز (الإنجليزية)
- ليزا ليزلي على موقع قاعة مشاهير كرة السلة للسيدات (الإنجليزية)
- ليزا ليزلي على موقع سبورتس رفرنس (الإنجليزية)
- ليزا ليزلي على موقع سبورتس رفرنس (الإنجليزية)
- ليزا ليزلي على موقع اللجنة الأولمبية الدولية (الإنجليزية)